# وينديل تومسون بيركنز
وينديل تومسون بيركنز (بالإنجليزية: Wendell Thompson Perkins)‏ هو رسام أمريكي، ولد في 11 فبراير 1928 في بوسطن في الولايات المتحدة، وتوفي في 2 مارس 1997 في سانت أوغسطين في الولايات المتحدة.